# Communauté de montagne Pollupice
La communauté de montagne Pollupice (en italien : comunità montana Pollupice) est une ancienne communauté de montagne italienne située dans la province de Savone en Ligurie.

## Géographie
Son territoire s'étendait entre la bande côtière de la mer Ligure comprise entre les villes de Spotorno et de Borghetto Santo Spirito et les montagnes, depuis la ligne de partage des eaux, comprenant une série de vallées boisées riches en eau, caractérisées par la présence importantes de grottes dues à l'érosion des roches calcaires typiques de cette région.
Elle regroupait les communes de Balestrino, Boissano, Borghetto Santo Spirito, Borgio Verezzi, Calice Ligure, Finale Ligure, Giustenice, Loano, Magliolo, Noli, Orco Feglino, Pietra Ligure, Rialto, Spotorno, Toirano, Tovo San Giacomo et Vezzi Portio.
Son siège était à Finale Ligure.

## Histoire
La communauté de montagne est créée après l'approbation des lois régionales de Ligurie n°15 et 27 de 1973, conformément à la loi nationale n°1102 du 3 décembre 1971. Avec les nouvelles dispositions de la loi régionale n°6 de 1978, elle assume les fonctions administratives dans le domaine de l'agriculture, du développement rural, des forêts et de la prévention des incendies de forêt.
Avec la réorganisation de la loi régionale n°24 du 4 juillet 2008, les communautés Pollupice et Ingauna sont fusionnées le 1er janvier 2009 au sein de la communauté montagnarde de Ponente Savonese.